# Láncara
Láncara är en kommun i Spanien. Den ligger i provinsen Lugo i den autonoma regionen Galicien i den nordvästra delen av landet, 400 km nordväst om huvudstaden Madrid. Antalet invånare är 2 500 (2024).
Arean är 121,61 kvadratkilometer. Láncara gränsar till Sarria, O Páramo, O Corgo, Baralla, Becerreá, Tríacastela och Samos. 